# Lazarus Salii
 (juin 2019).
Si vous disposez d'ouvrages ou d'articles de référence ou si vous connaissez des sites web de qualité traitant du thème abordé ici, merci de compléter l'article en donnant les références utiles à sa vérifiabilité et en les liant à la section « Notes et références ».
Lazarus Eitaro Salii, né en 1936 et mort le 20 août 1988, est président de la république des Palaos du 25 octobre 1985 jusqu'à son suicide le 20 août 1988.

## Biographie
Salii est élu au Sénat du Congrès micronésien. Il participe à la Convention constitutionnelle des Palaos de 1978. Après l'entrée en vigueur de la Constitution en 1981, il devient ambassadeur jusqu'en 1984, date à laquelle il est sénateur, représentant de Koror au Congrès national des Palaos.
Après l'assassinat du président Haruo Remeliik, le 30 juin 1985, Salii est élu en août pour terminer son mandat (bien que Thomas Remengesau puis Alfonso Oiterong aient exercé leurs fonctions dans l'intervalle). Après son suicide par balle en 1988, le vice-président Remengesau lui succède à la présidence pour le reste de son mandat (la présidentielle étant déjà prévue pour novembre 1988), suivi de Ngiratkel Etpison à la cinquième présidence.